# アミル・ハムザ
アミル・ハムザ（Tengku Amir Hamzah、1911年2月28日 - 1946年3月20日）は、オランダ領東インド時代（現:インドネシア）北スマトラ州ランガット県出身の詩人。
1933年7月、インドネシアの著作家であるアルメイン・パネ、編集者のen:Sutan Takdir Alisjahbanaと共にアバンギャルド雑誌『プジャンガ・バル』を創設し、同誌で活躍した。
1935年に『プジャンガ・バル』で掲載されたハムザの作品は近代インドネシアに於いて随一の詩人または「詩人の王」と評されている。
インドの宗教書の一つである『バガヴァッド・ギーター』や中国の詩人、李白の詩などを好んで翻訳した。

## 生涯
1911年2月28日、インドネシア北スマトラ州のランガット県にイスラム教を信仰する（ムスリム）貴族の家庭に生まれた。
1924年、中学時代はメダンやバタヴィア（現:ジャカルタ）で学び、1927年に卒業した。
高校は中部ジャワ州スラカルタにあるAlgemene Middelbare Schoolにて高等教育を受けた後、バダヴィアに戻り法律学校でアラビア語文学、ペルシア文学、ヒンドゥー文学の作品を学んで読んだ。
1930年代には民族主義を支えた文学運動を興し、1933年7月に『プジャンガ・バル』を創刊。
1937年にハムザの代表的な詩集である『孤独の歌（Njanji Sunji、ニャニ・スニ）』を著した。
1939年、詩集『Buah Rindu（ブワ・リンドゥ）』を著す。
インドネシア独立戦争が勃発したさなかの1945年10月29日、ハムザはランガット県の代表者となる。
しかし1946年3月20日、インドネシア共産党により殺され、35歳で夭折した。

## 作品

### 書籍
- 1942年、『Sastra Melajoe Lama dan Radja-Rajdanja』

### 詩集
- 1937年、『孤独の歌（Njanji Sunji）』
- 1939年、『Buah Rindu』
- 1939年、『Setanggi Timur』